# Kristen Miller
Ne doit pas être confondu avec Kirsten Miller.
Pour les articles homonymes, voir Miller.
Kristen Miller est une actrice américaine, née le 20 août 1976 à Manhattan Beach, en Californie (États-Unis).

## Filmographie
- 1997 : Enquête à San Francisco (Dog Watch) : Naomi
- 1997 : USA High (série télévisée) : Ashley Elliot / Alexis Elliot
- 2000 : Cherry Falls : Cindy
- 1999 : Undressed (série télévisée) : Amelia (2000: Season 2)
- 2001 : Swimming Pool : La Piscine du danger (Swimming Pool - Der Tod feiert mit) : Sarah
- 2001 : Sexe et Dépendances : Ginger
- 2002 : Man of the Year : Sally
- 2002 : Reality Check : April
- 2002 : Spy Girls (She Spies) (série télévisée) : D.D. Cummings
- 2004 : Team America, police du monde (Team America: World Police) : Lisa (voix)
- 2004 : Charmed (TV) : Lady Godiva
- 2005 : The Fallen Ones (TV) : Angela
- 2005 : J.F. partagerait appartement 2 : The Psycho (Single White Female 2: The Psycho vidéo) : Holly Parker
- 2006 : Puff, Puff, Pass : Aimee
- 2008 : Las Vegas (série télévisée-saison 5 épisode 12) : Sherri
- 2009 : 90210 Beverly Hills : Nouvelle Génération (série télévisée-saison 1 épisode 14) : Lucinda Tunick
- 2010 : Life's a Beach : Renee
- 2011 : Dexter (série télévisée-saison 6 épisode 1) : Trisha Billings